# Daewoo Nexia
Daewoo Nexia – samochód osobowy klasy kompaktowej produkowany pod południowokoreańską marką Daewoo w latach 1994–2006 oraz 1996–2016 w Uzbekistanie.

## Historia i opis pojazdu

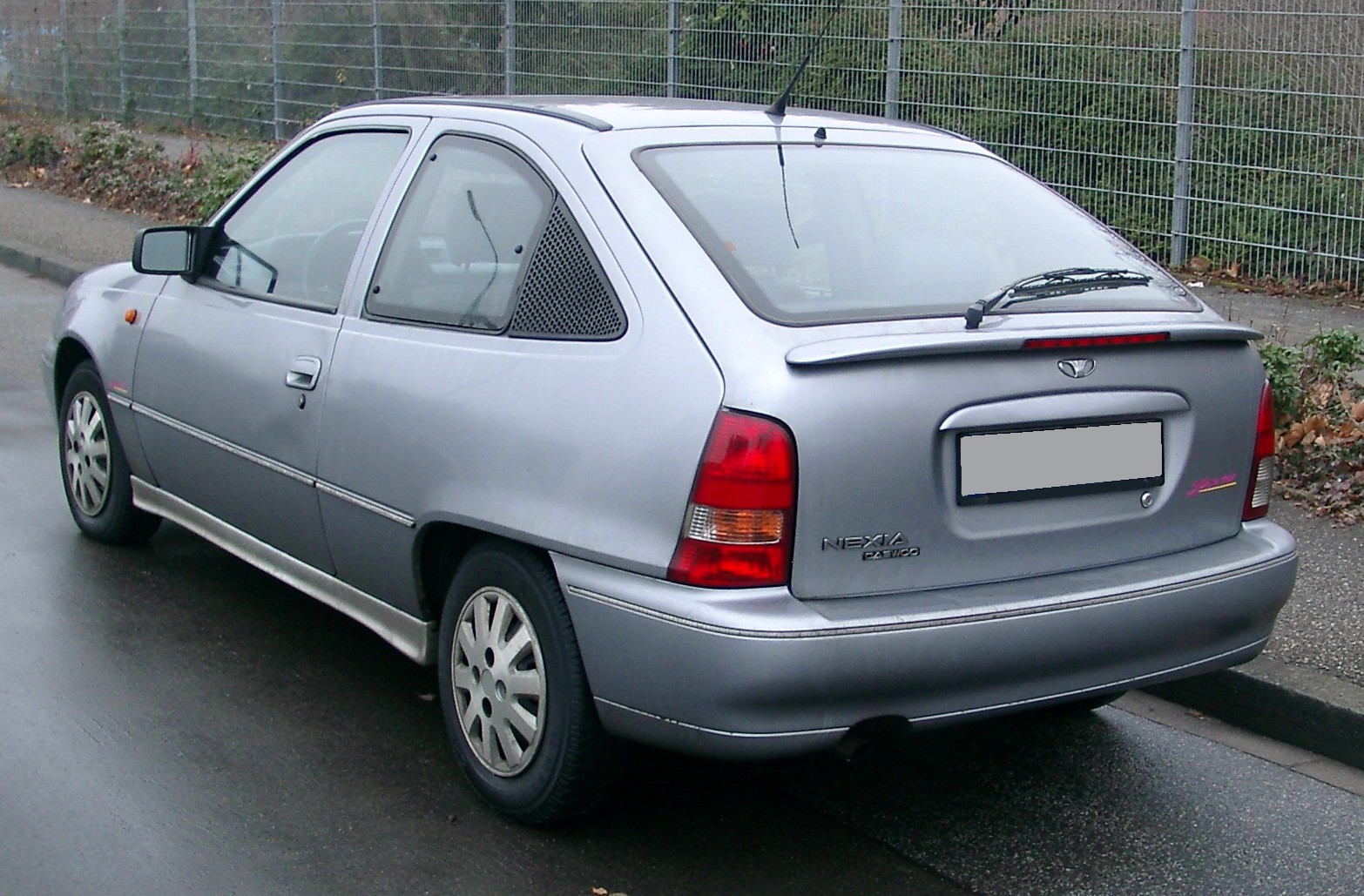
Daewoo Nexia – tył

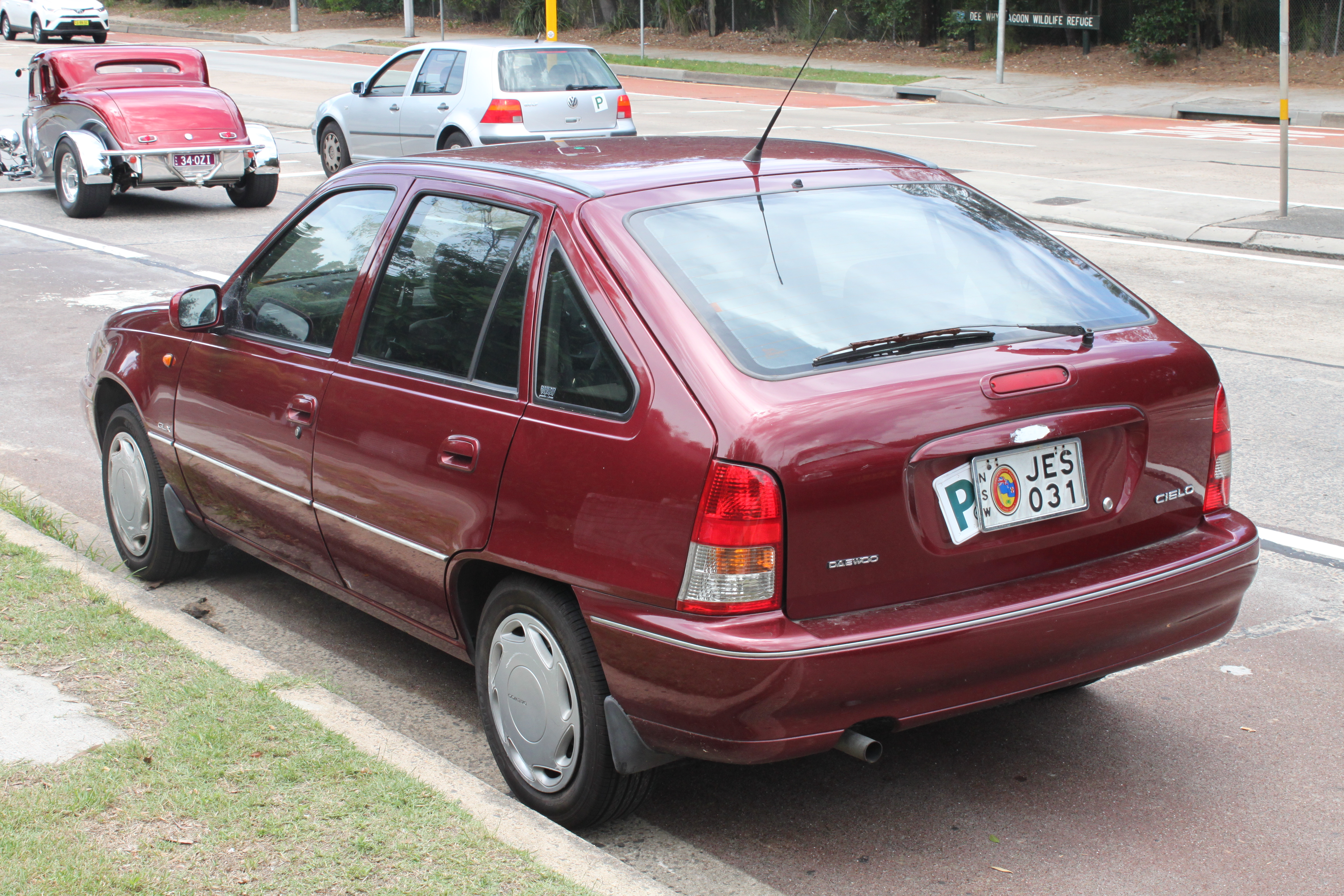
Daewoo Nexia 5D

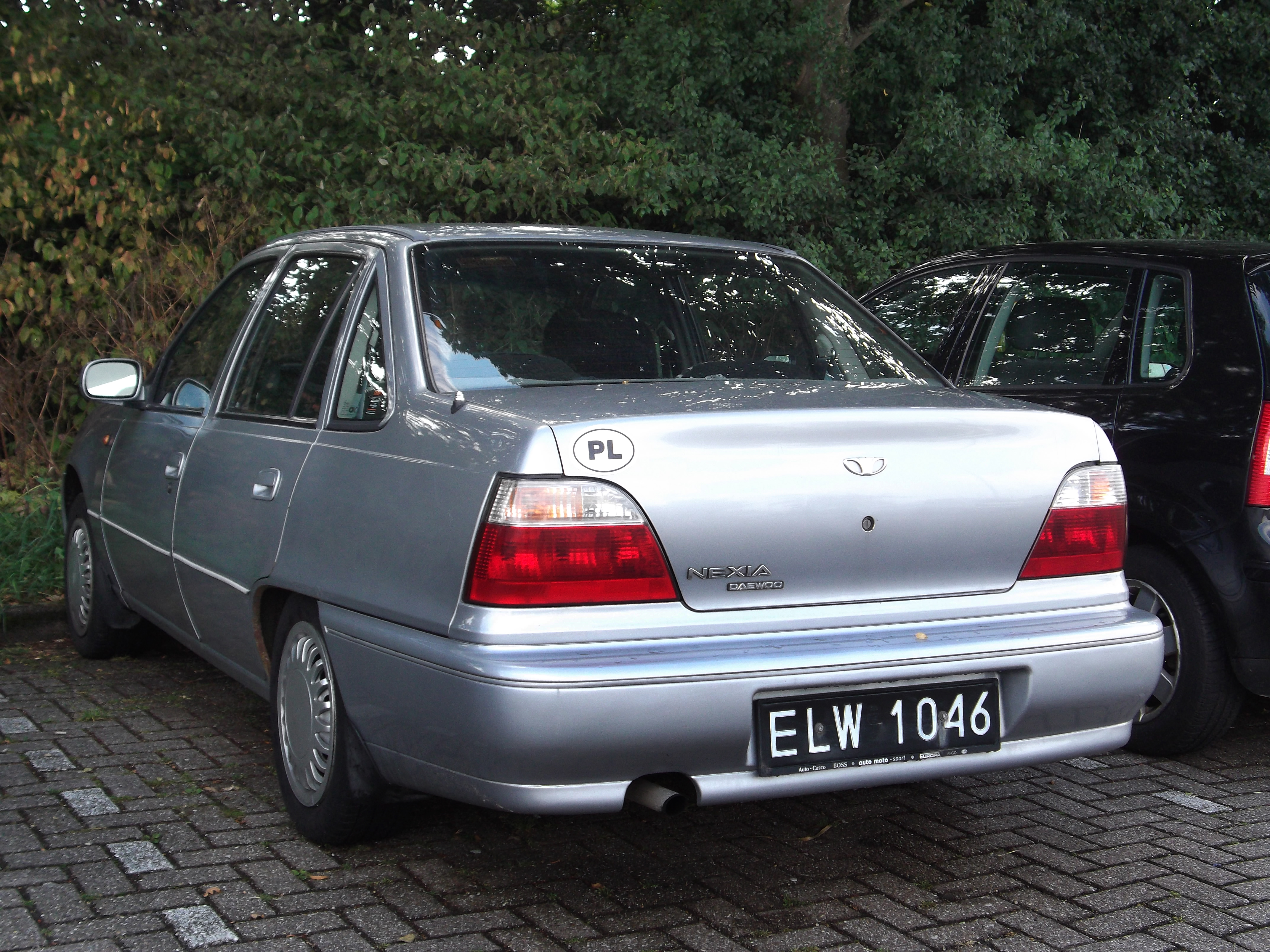
Daewoo Nexia Sedan

W 1994 roku Daewoo zaprezentował nowy kompaktowy model Nexia podczas salonu motoryzacyjnego w Pekinie. Pojazd nie był całkowicie nową konstrukcją, a jedynie głęboko zmodernizowanym poprzednikiem, modelem LeMans, w stosunku do którego pojawił się nowy, bardziej wyraziście ukształtowany pas przedni z podłużnymi reflektorami i wyraźnie zaznaczonymi zderzakami. Mniej obszerny zakres zmian przeszła tylna część nadwozia, gdzie zmieniono wypełnienie lamp i uformowanie zderzaków.
Daewoo Nexia oferowany był zarówno jako 3 i 5-drzwiowy hatchback, jak i 4-drzwiowy sedan. Podobnie jak poprzednik, samochód był głęboko zmodernizowaną pochodną postacią Opla Kadetta.

### Sprzedaż
Na wewnętrznym rynku południowokoreańskim, a także m.in. w Indiach, Australii i Rumunii samochód oferowano pod inną nazwą jako Daewoo Cielo. Na wybranych rynkach Ameryki Południowej takich jak Chile i Peru samochód nosił z kolei taką samą nazwę, jak oferowany tam poprzedni model LeMans - Daewoo Heaven.
Sprzedaż w Europie Zachodniej rozpoczęto w marcu 1995 roku, a w Polsce w maju. Początkowo import i sprzedaż prowadziła firma Ticar z Warszawy, działającą w ramach holdingu Polmot. 
23 listopada 1995 roku w fabryce Daewoo Motor Polska w Lublinie uruchomiono montaż Nexii w uproszczonym systemie SKD. Zestawy montażowe przygotowywali w Słowenii oddelegowani z Polski pracownicy Daewoo, którzy demontowali sprowadzone z Korei Południowej kompletne samochody na kilka komponentów. Po przetransportowaniu koleją elementów montażowych do fabryki w Lublinie, auto ponownie składano. W kwietniu 1998 roku zakończono montaż Nexii w DMP, w sumie zmontowano 40 880 sztuk, natomiast do polskich klientów latach 1995–1998 trafiły 43 802 egzemplarze. Od 1996 do 2006 roku samochody produkowano również w fabryce Daewoo Automobile Romania w mieście Krajowa w Rumunii.
Spośród państw kontynentu europejskiego, najszybciej Nexia zniknęła ze sprzedaży w jej zachodnim regionie - już 2 lata po premierze, we wrześniu 1997 roku, ustępując miejsca nowszemu modelowi Nubira.

### Wersje wyposażeniowe
- GL
- GLE
- GLX

Pojazd standardowo wyposażono w barwione szyby, tylny podłokietnik w wersji sedan, składane tylne siedzenia w wersji hatchback, zegar elektroniczny, blokadę tylnych drzwi przed dziećmi, zdalnie sterowaną klapę bagażnika i korka wlewu paliwa, zapalniczkę, trzy popielniczki, instalację radiową z czterema głośnikami. Auto wyposażyć można było dodatkowo w: przednie światła przeciwmgłowe, wspomaganie kierownicy, regulację kierownicy w obu płaszczyznach, poduszkę gazową kierowcy, ABS, klimatyzację manualną, szyberdach, elektryczne szyby, czasowy regulator wycieraczek, centralny zamek, autoalarm, elektrycznie sterowaną antenę w wersji sedan oraz skórzaną tapicerkę.

## Dane techniczne

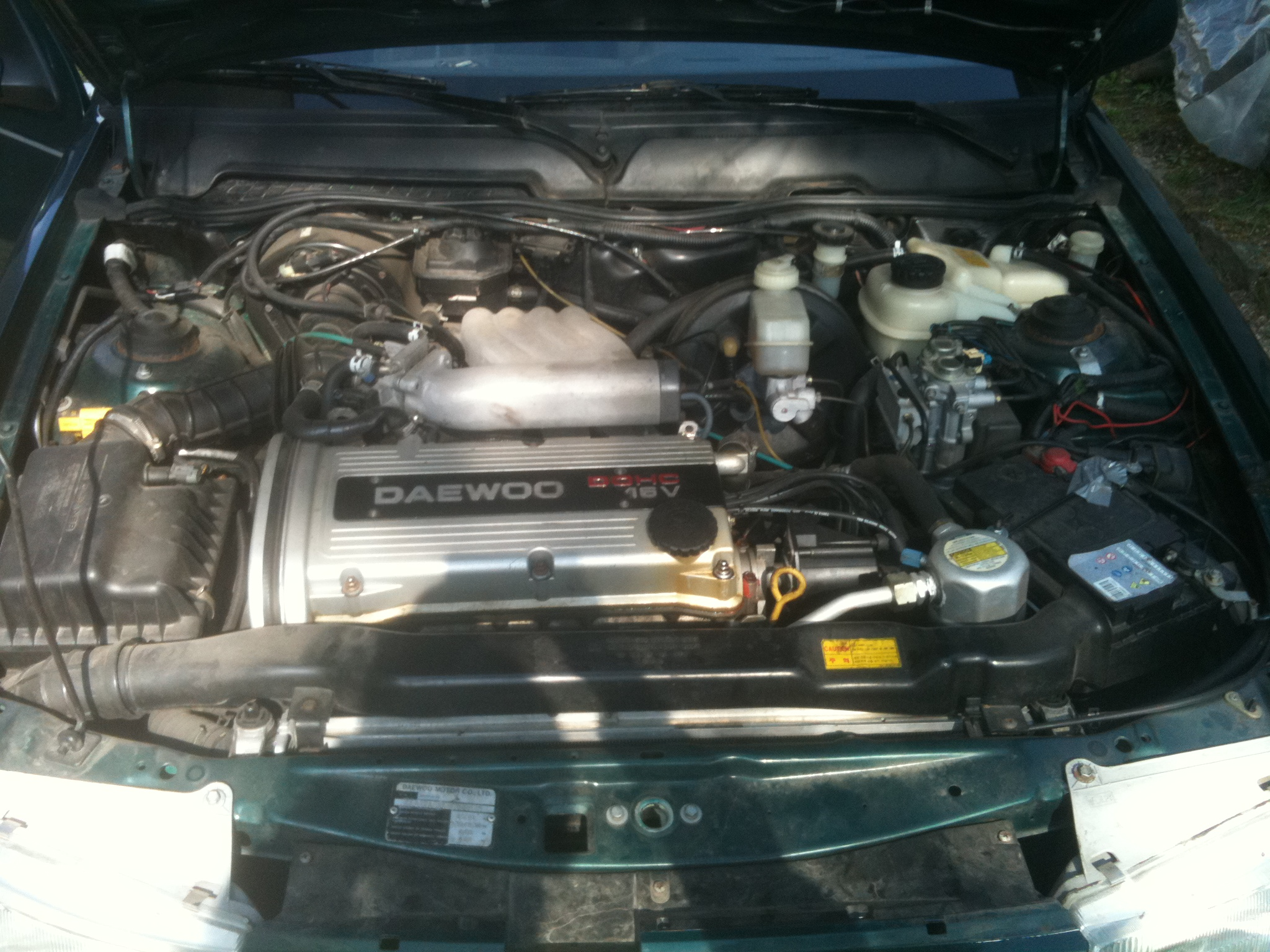
Silnik 1,5 DOHC

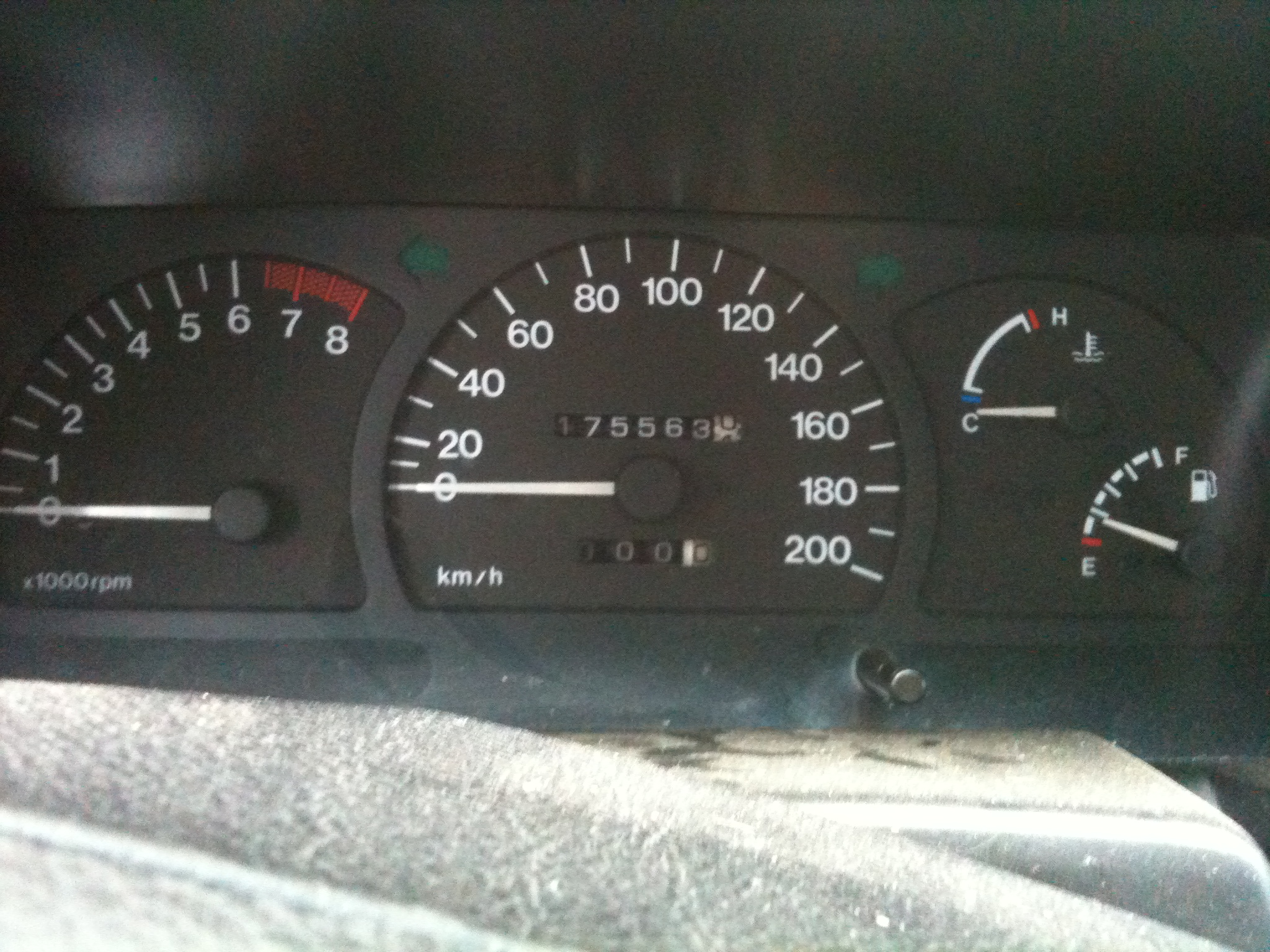
Tablica wskaźników

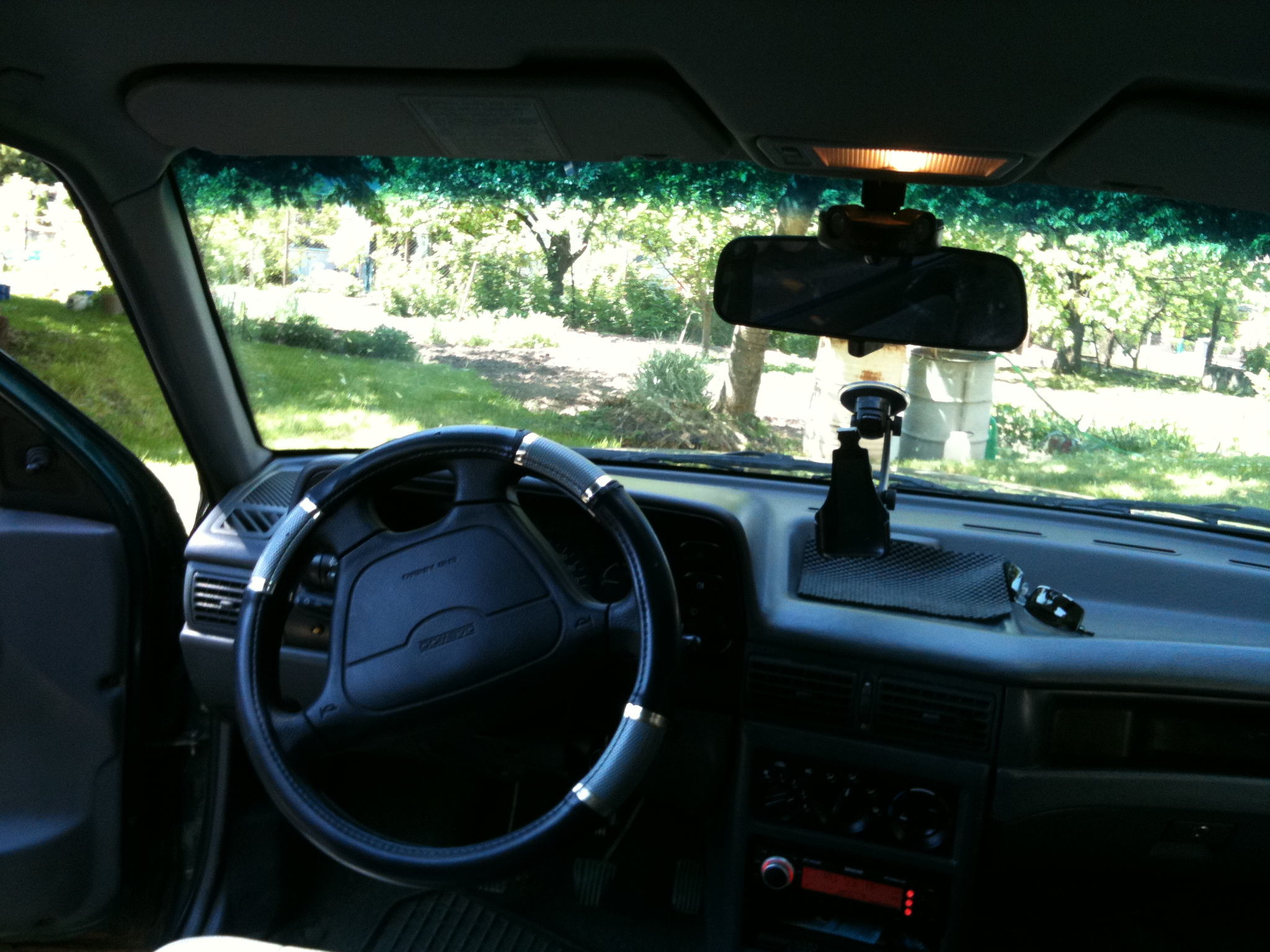
Kabina pasażerska

Oba silniki są usytuowane poprzecznie z przodu. Są one wyposażone w wielopunktowy wtrysk paliwa sterowany elektronicznie i w elektroniczny układ zapłonowy, zaś układzie wylotowym zastosowano trójfunkcyjny reaktor katalityczny.
Nadwozie jest samonośne, wykonane z blachy stalowej (częściowo ocynkowanej), zgrzewane elektrycznie, punktowo. W samochodzie zastosowano silnik czterosuwowy, czterocylindrowy, o zapłonie iskrowym, o pojemności 1498 cm³, umieszczony poprzecznie z przodu i napędzający koła przednie. Ma on dwie odmiany. W silniku 1,5 SOHC zastosowano jeden wałek rozrządu w głowicy sterujący pracą 8 zaworów, natomiast w silniku 1,5 DOHC – dwa wały rozrządu w głowicy oraz 16 zaworów (po 8 zaworów dolotowych i wylotowych). Jednostka SOHC rozpędzała auto do 100 km/h w ciągu 12,5 sekundy, zaś katalogowa prędkość maksymalna wynosiła 163 km/h. Jednostka DOHC nie miała dużo lepszych osiągów od SOHC. Do 100 km/h rozpędzała pojazd w 12,2 sekundy, licznikowa prędkość maksymalna oscylowała w granicach 175 km/h.

### Układ przeniesienia napędu
W układzie przeniesienia napędu samochodu Daewoo Nexia zastosowano jednotarczowe sprzęgło suche sterowane mechanicznie za pośrednictwem cięgła lub sterowane hydraulicznie. Tarcza sprzęgła z tłumikiem drgań skrętnych wraz z zespołem oprawy i łożyskiem wyciskowym mogą być wymienione bez konieczności wymontowania całej skrzynki przekładniowej. Standardowym wyposażeniem modelu Nexia jest pięciobiegowa mechaniczna skrzynka przekładniowa zamocowana z tyłu silnika poprzecznie do osi podłużnej pojazdu. Jako wyposażenie dodatkowe samochodu może być stosowana czterobiegowa automatyczna skrzynka przekładniowa (na niektórych rynkach oferuje się także odmianę wyposażoną w trzybiegową automatyczną skrzynkę przekładniową). Wersje samochodów sprzedawanych na rynku polskim dotychczas nie były wyposażone w automatyczne skrzynki przekładniowe.

### Układ kierowniczy
W układzie kierowniczym zastosowano zębatkową przekładnie kierowniczą. W odmianach wyposażenia GLE, GLX, GTX układ kierowniczy jest wyposażony we wspomaganie hydrauliczne.

### Zawieszenie przednie
Zawieszenie przednie jest niezależne, typu MacPherson. Zawiera poprzeczne wahacze trójkątne (dolne) zamocowane do nadwozia za pomocą elementów metalowo-gumowych oraz połączone zwrotnicami z kolumnami. Kolumny zawierają sprężyny śrubowe o zmiennej średnicy nawinięcia oraz amortyzatory teleskopowe dwustronnego działania. Kolumny są zamocowane do nadwozia w części górnej za pomocą łączników elastycznych z łożyskami oporowymi. Zawieszenie jest wyposażone w stabilizator poprzeczny prętowy.

### Zawieszenie tylne
Zawieszenie tylne jest półniezależne. Składa się z osi (utworzonej z dwóch wahaczy wleczonych połączonych trwale z poprzeczną belką skrętną), dwóch sprężyn śrubowych oraz dwóch amortyzatorów. Oś jest przymocowana do nadwozia z przodu za pośrednictwem dwóch tulei metalowo-gumowych, umieszczonych w przedniej części każdego z wahaczy. Pomiędzy wahaczami jest umieszczony poprzeczny stabilizator prętowy.

### Silniki
| Wersja       | Silnik:                   | Układ zasilania: | Śr. × skok tłoka: | St. sprężania: | Moc maks:                        | Maks. moment obrotowy     | 0-100 km/h:         | V-max:   |
| ------------ | ------------------------- | ---------------- | ----------------- | -------------- | -------------------------------- | ------------------------- | ------------------- | -------- |
| 1.5 SOHC 8V  | R4 1,5 l (1498 cm³), SOHC | wtrysk           | b/d               | 8,6:1          | 75 KM (55 kW) przy 5400 obr./min | 123 Nm przy 3200 obr./min | 12,5 s / 15,9 s (A) | 163 km/h |
| 1.5 DOHC 16V | R4 1,5 l (1498 cm³), DOHC | wtrysk           | b/d               | 9,2:1          | 90 KM (66 kW) przy 4800 obr./min | 137 Nm przy 3400 obr./min | 12,2 s / 14,5 s (A) | 170 km/h |

### Wersja uzbecka

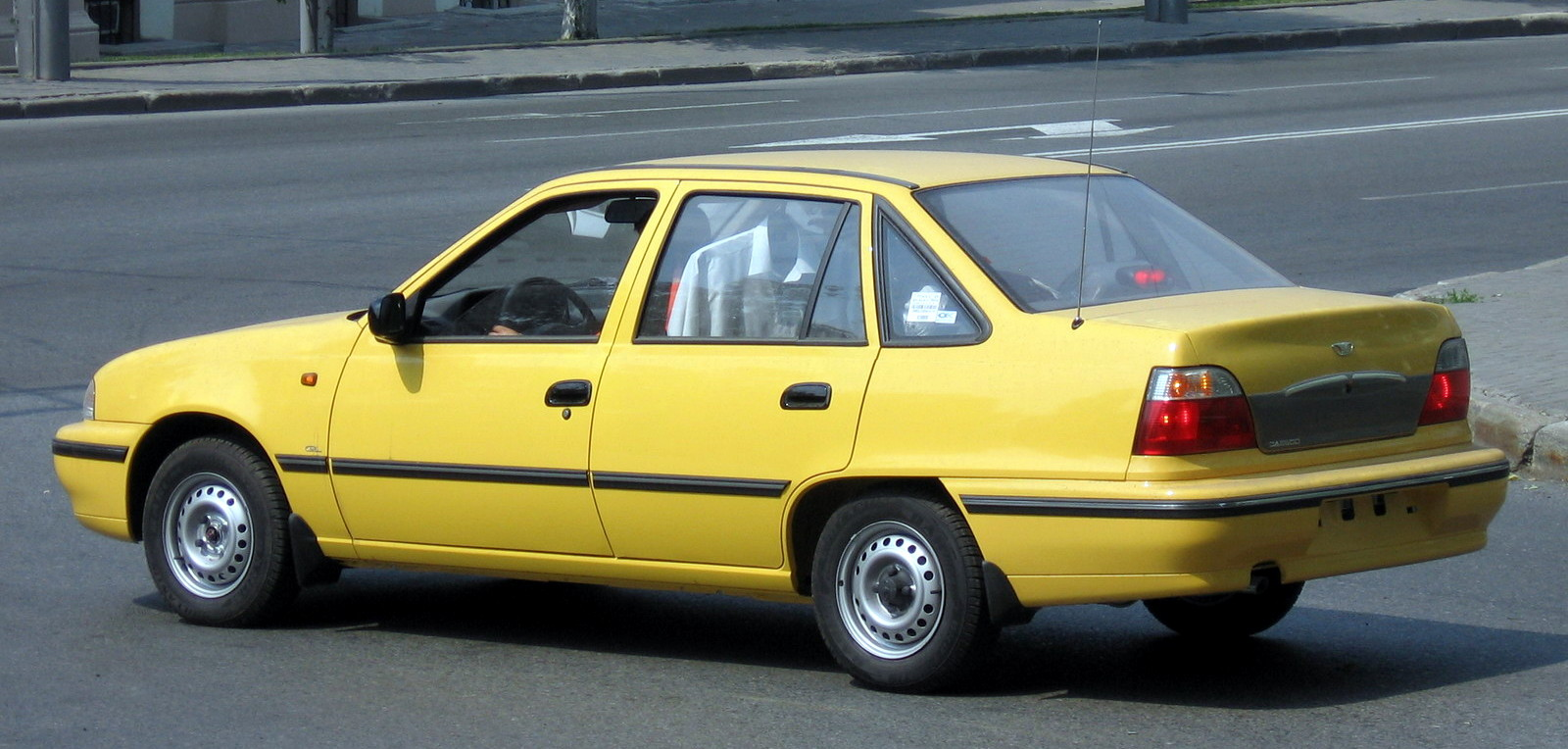
UzDaewoo Nexia – tył po liftingu

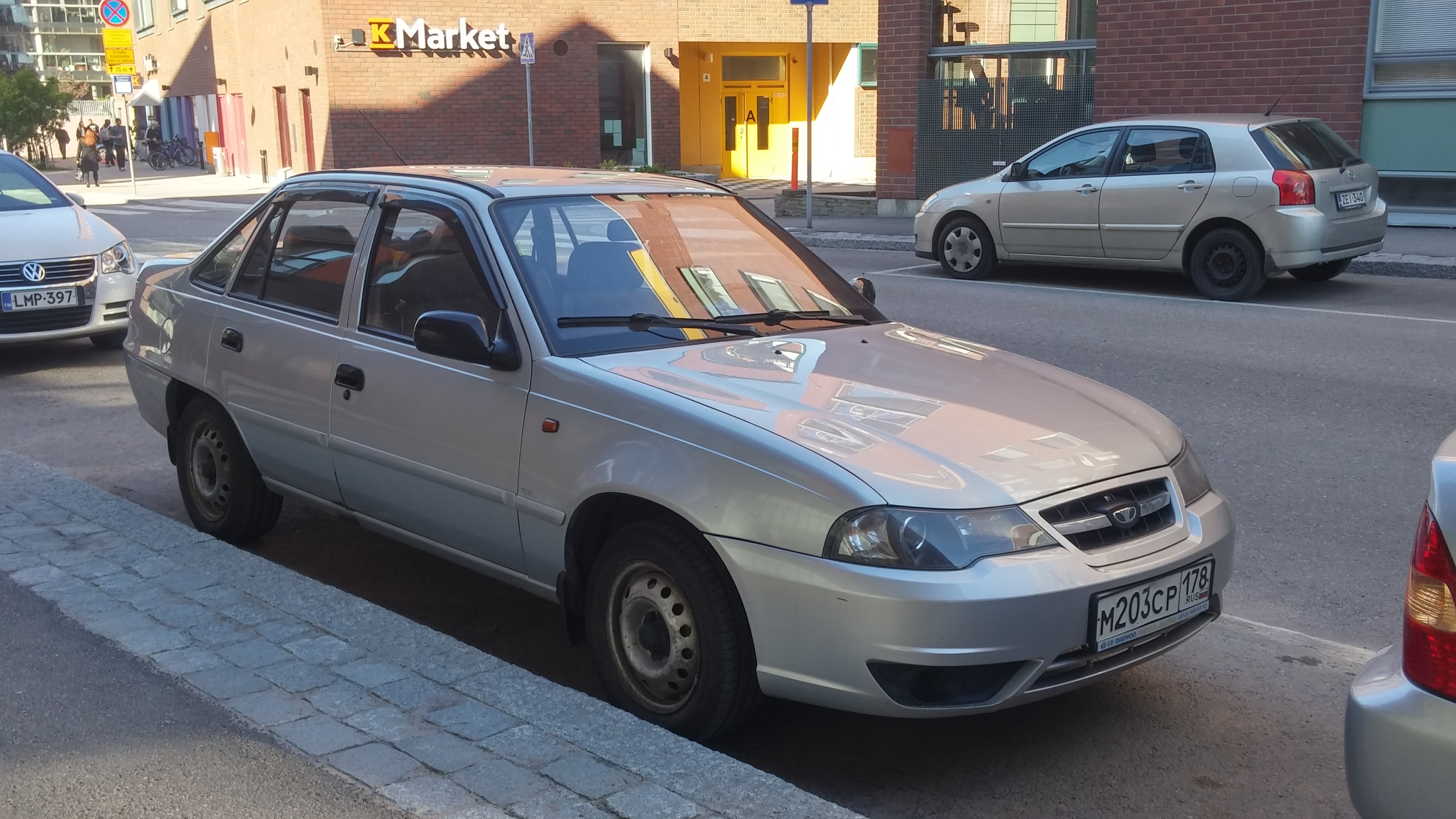
UzDaewoo Nexia po drugim liftingu

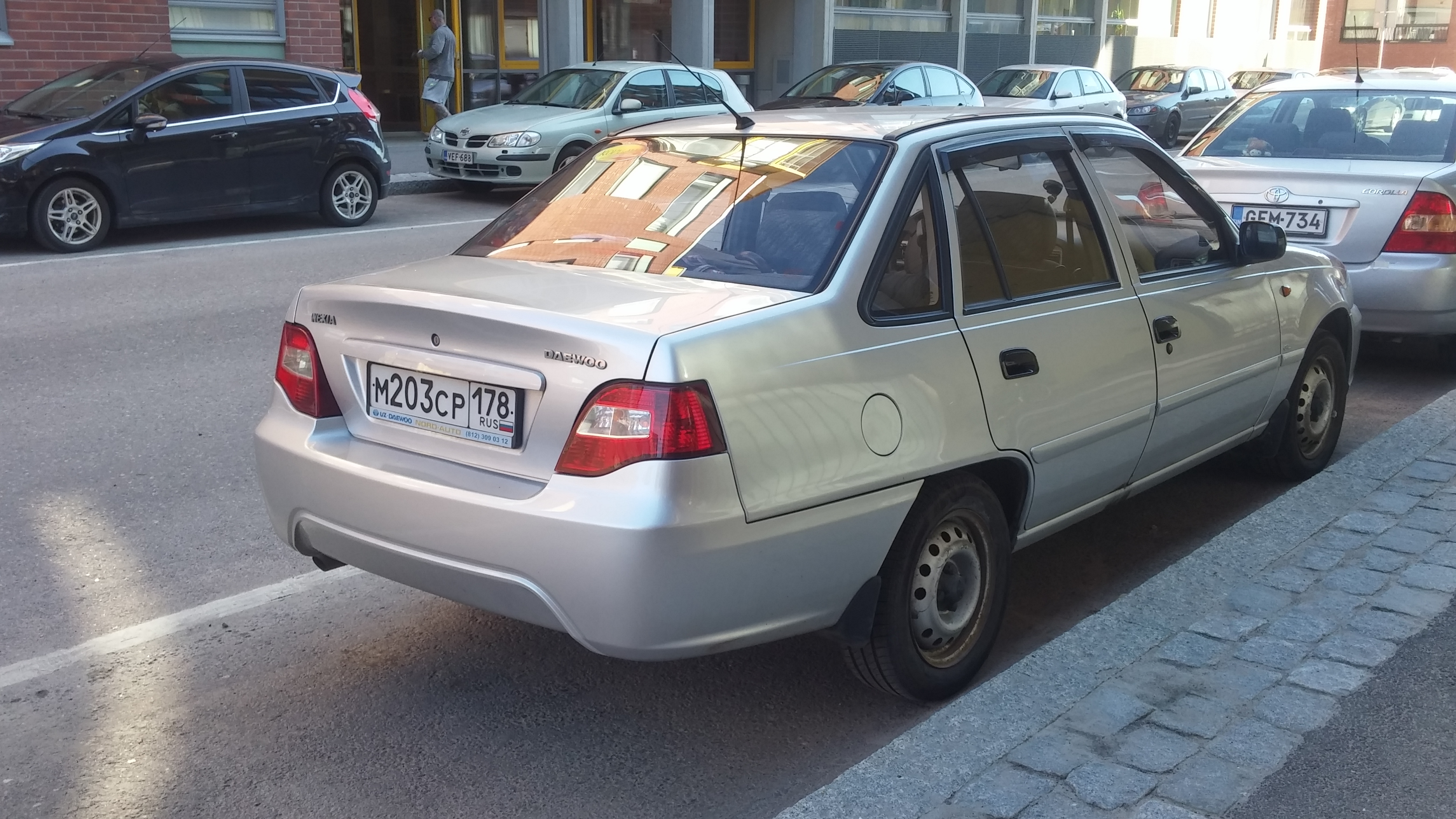
UzDaewoo Nexia – tył po drugim liftingu

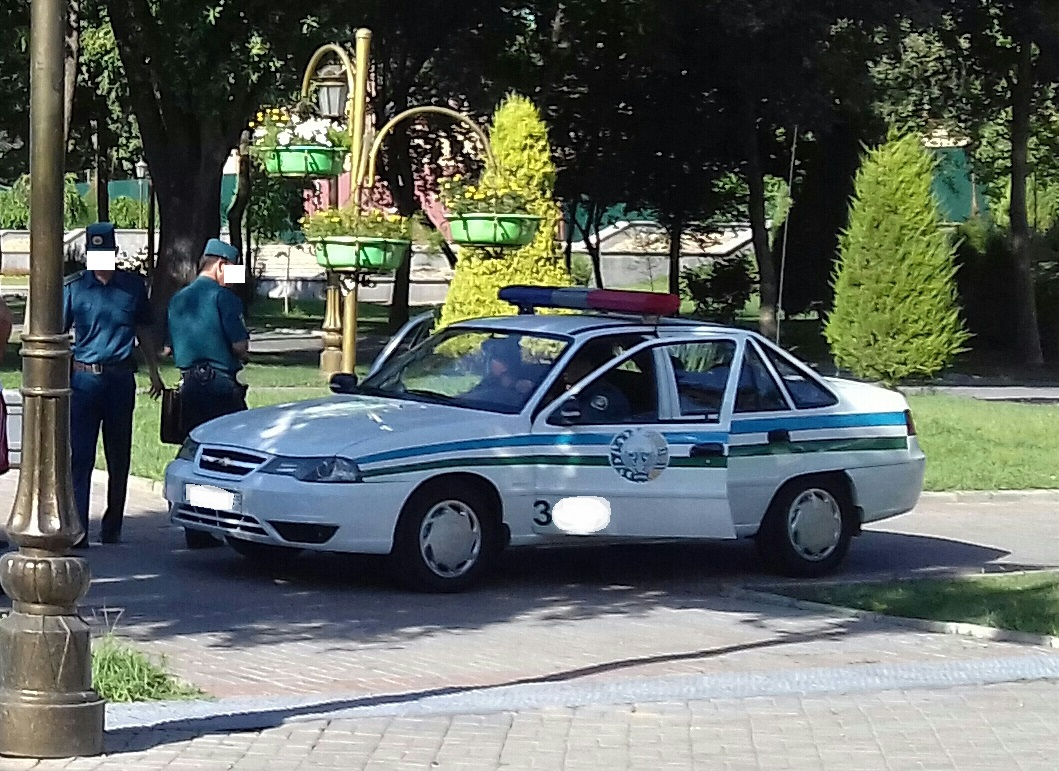
uzbecki Chevrolet Nexia w barwach lokalnej policji

UzDaewoo Nexia zostało zaprezentowane po raz pierwszy w 1996 roku.
Produkcja ubeckiego wariantu Nexii w mieście Asaka rozpoczęła się w połowie 1996 roku w zakładach UzDaewoo, obejmując wyłącznie 4-drzwiowego sedana. Poza rynkiem wewnętrznym, samochód eksportowano także do ościennych państw byłego Związku Radzieckiego, na czele z Ukrainą, Rosją, Mołdawią, Kazachstanem czy Armenią.
Samochód oferowany był z silnikami 1.5 SOHC 75 KM, 1.5 DOHC 85 KM i 1.6 108 KM wyłącznie z pięciobiegową skrzynią manualną. Wyposażenie seryjne pojazdu obejmowało m.in. automatyczną klimatyzację, czujniki parkowania oraz radio CD z MP3.

### Restylizacje
Pierwszą modernizację uzbeckie Daewoo Nexia przeszło w 2002 roku, zyskując nową chromowaną atrapę chłodnicy z dwiema pionowymi poprzeczkami nawiązującymi do nowszych konstrukcji Daewoo. Z tyłu z kolei pojawiła się odblaskowa nakładka na klapie bagażnika optycznie łącząca lampy. Ponadto zamontowano także zmodernizowany, 1,5-litrowy silnik benzynowy.
W lipcu 2008 roku zaprezentowano Nexię po drugiej, znacznie obszerniejszej restylizacji, w ramach której samochód zyskał przydomek Daewoo Nexia II na rynkach eksportowych oraz nową markę na wewnętrznym rynku uzbeckim, Chevrolet Nexia. Pod kątem stylistycznym pojawił się bardziej szpiczasty pas przedni z większymi reflektorami i obszerniejszą atrapą chłodnicy z chromowaną poprzeczką. Tylna część nadwozia zyskała z kolei bardziej obły zderzak i ścięte od dołu, mniejsze powierzchniowo lampy. Deska rozdzielcza zyskała wstawki o srebrnym lakierze i zmodyfikowaną konsolę centralną.

### Koniec produkcji
Po 20 latach produkcji, UzDaewoo zdecydowało się zakończyć produkcję modelu Nexia w grudniu 2016 roku i zastąpić ją nowszym modelem utworzonej rok wcześniej marki Ravon pod nazwą Ravon Nexia R3 opartym na Chevrolecie Aveo.

### Silniki
- L4 1.5l G15MF
- L4 1.5l A15MF